# Heinrich von Vietinghoff
Heinrich Gottfried Otto Richard von Vietinghoff genannt (6 de desembre de 1887-23 de febrer de 1952) va ser un generaloberst del Heer alemany durant la Segona Guerra Mundial. Va ser receptor de la Creu de Cavaller de la Creu de Ferro amb Fulles de Roure

## Biografia
Vietinghoff va néixer a Mainz, Gran ducat de Hessen i del Rin, en el si d'una família d'uradels de Wesfàlia La seva carrera militar va rebre un gran suport per part dels seus pares, el tinent general d'artilleria Heinrich Otto Konrad von Vietinghoff (1857-1917) i Leona von Vietinghoff gen. Scheel (nascuda von Schmettow). Ingressà a l'exèrcit amb només 15 anys, mentint sobre la seva edat en un inici.

### Segona Guerra Mundial
El 24 de novembre de 1938, Vietinghoff va ser nomenat comandant de la 5a divisió panzer, participant en la campanya de Polònia a les ordres del general Wilhelm Ritter von Leeb. Va ser promogut a general al juny de 1940, passant a comandar el XLVI Panzerkorps a la invasió de Iugoslàvia. Durant l'operació Barbarroja el seu cos formà part del Grup d'Exèrcits Centre del Generalfeldmarschall Fedor von Bock. En aquesta època va tenir un accident que provocà que rebés el sobrenom de Panzerknacker (Trencatancs). Posteriorment von Vietinghoff serviria amb el general Heinz Guderian al 2. Panzerarmee.
Des de desembre de 1941 i fins a agost de 1943 va ser comandant en cap del 15. Armee a França. A Itàlia, des d'agost de 1943 comandà el 10. Armee, responsable de les successives línies defensives construïdes a Itàlia davant l'avanç dels Aliats: en el seu context van ser notables les defenses de la Línia d'Hivern entre novembre de 1943 i maig de 1944 i la lluita durant la tardor de 1944 a la Línia Gòtica. A l'octubre de 1944 va ser promogut a comandar totes les forces a Itàlia (Grup d'Exèrcits C), quan el mariscal Albert Kesselring va resultar seriosament ferit en un accident automobilístic. El gener de 1945, en tornar Kesselring, abandonà Itàlia per comandar el Grup d'Exèrcits Curlàndia a la Prússia Oriental. Quan Kesselring va ser traslladat al març de 1945 a comandar el Comandament Alemany de l'Oest (OB West) a França, von Vientighogg tornà com a comandant suprem a Itàlia.
A finals d'abril de 1945 contactà amb les forces aliades i, el 29 d'abril, el seu representant, general Karl Wolff signà en nom seu al Palau Reial de Caserta la rendició de les seves tropes el 2 de maig de 1945 a mitjanit. Després de la guerra passà dos anys i mig empresonat pels britànics al Camp Especial IX d'Island Farm, entre molts altres presoners de guerra britànics. Va ser alliberat al setembre de 1947.
Després de la guerra Vietinghoff va formar part del grup d'experts que tractaren la qüestió del rearmament alemnay. A l'octubre de 1950 va escriure el memorant Himmeroder en suport al govern Adenauer, sobre les contribucions de l'Alemanya Occidental a la defensa europea. Va morir el 23 de gener de 1952 a Pfronten.

## Dates de promoció
Fähnrich (6 de marc de 1906);
 Leutnant (27 de gener de 1907; antiguitat de 14 de juny de 1905);
 Hauptman (24 de juny de 1915);
 Major (1 de març de 1926);
 Oberstleutnant (1 de febrer de 1931);
 Oberst (1 d'abril de 1933);
 Generalmajor (1 d'abril de 1936);
 Generalleutnant (1 de marc de 1938);
 General der Panzertruppe (1 de juny de 1940);
 Generaloberst (19 de setembre de 1943)

## Condecoracions
Creu de Cavaller de la Creu de Ferro amb Fulles de Roure
 Creu de Cavaller de la Creu de Ferro – 24 de juny de 1940
 Fulles de Roure – 16 d'abril de 1944 (n. 456)
 Creu Alemanya en Or (22 d'abril de 1942)
 Creu de Ferro 1914 de 1a Classe – 23 d'abril de 1915
 Creu de Ferro 1914 de 2a Classe – 13 de setembre de 1914
 Barra 1939 a la Creu de Ferro de I Classe – 28 de setembre de 1939
 Barra 1939 a la Creu de Ferro de II Classe – 21 de setembre de 1939
 Creu de cavaller de l'orde de la casa de Hohenzollern amb Espases – 18 d'abril de 1918
 Medalla de la Campanya d'Hivern a l'Est 1941/42
 Cavaller de 2a classe amb Espases de l'orde d'Albert (Saxònia)
 Creu de 2a classe al Mèrit Militar (Mecklenburg-Schwerin)
  Creu Hanseàtica de Lübeck
 Creu d'Honor 1914-1918
 Medalla del Llarg Servei a la Wehrmacht de I i IV classe
 Cavaller de 3a classe de l'orde de la Corona de Ferro amb distinctiu de guerra (Àustria-Hongria)
 Creu del Mèrit Militar de 3a classe amb Distintiu de Guerra (Àustria)
  Lluna Creixent de Ferro
 Creu d'oficial de l'orde del Mèrit Militar (Bulgària)
Insígnia de Combat de Tancs en Plata
 Insígnia de ferit 1914 en negre